# Grande Lisboa
Grande Lisboa (deutsch Großraum Lissabon) ist eine statistische Subregion Portugals. Sie ist Teil der Região de Lisboa (ehemals Lisboa e Vale do Tejo) und des Distriktes Lissabon. Im Norden grenzt die Subregion West (Portugal) (Oeste), im Osten Lezíria do Tejo, im Süden der Tejo und die danach angrenzende Península de Setúbal sowie der Atlantik an die Region. Fläche: 1381 km². Einwohner (2009):  2.033.756. Neun Kreise sind der Subregion zugeordnet:
- Amadora
- Cascais
- Lissabon
- Loures
- Mafra
- Odivelas
- Oeiras
- Sintra
- Vila Franca de Xira